# Sugar baby love
Sugar baby love was de eerste single van The Rubettes, het werd een wereldhit.

## The Rubettes
In 1973 brachten The Rubettes het nummer Sugar baby love uit. Het schrijversduo Wayne Bickerton en Tony Waddington had al enige tijd lopen leuren met dit liedje, waarvan de bekendste herkenningspunten de falsetstem en Bop-shu-waddy-achtergrond zijn. In eerste instantie werd het nummer opgenomen door een groepje willekeurige musici; zij namen een demo op. De bedoeling was het liedje in te zenden als kandidaat voor het Eurovisiesongfestival. Dat ging uiteindelijk niet door, Showaddywaddy werd gevraagd een definitieve versie uit te brengen, die vonden het niets. Het gerucht gaat dat ook Carl Wayne niets zag in het liedje, ook hij liet het kennelijk links liggen. Het schrijversduo, waarin ook de muziekproducent, keerde toen terug naar het demobandje. Ze namen de naam The Rubettes aan en onder die naam kwam het plaatje in de winkel te liggen. Het publiek in Engeland pikte het plaatje niet direct op, maar een optreden in Top of the Pops deed wonderen en vervolgens trok het plaatje heel Europa en de Verenigde Staten door. Voor Nederland deed Toppop er een schepje bovenop.
De jonge frisse gezichten verkochten goed, alhoewel de belangrijkste stem Paul Da Vinci de band al had verlaten toen het nummer een hit werd. Het leidde uiteindelijke tot rechtszaken, wie nu de naam The Rubettes mocht gebruiken.
Ook de opnamen gingen niet van een leien dak. Gerry Shury, verantwoordelijke voor het strijkersgeluid, zei nog: "Een liedje kan je niet alleen laten draaien op een achtergrond van Bob-shu-waddy". Hij erkende later zijn ongelijk: "Ik zal voortaan mijn mond houden en me beperken tot het dirigeren van de strijkers".
Het nummer is een aantal keren gecoverd. Het Japanse Wink nam het in 1988 op, Yoko Ishida in 2001. Tonica uit Bulgarije zette het als Svetlina op een single in 1974. Ook verscheen het liedje in films en werd het in 2006 gebruikt in de aids-campagne voor veilig vrijen in Frankrijk.

### Hitlijsten
Met B-kant You could have told me haalde Sugar baby love veel hitnoteringen. Het haalde de eerste plaats in Nederland (beide lijsten), België, Duitsland, Engeland, Zwitserland en Oostenrijk. In Noorwegen net geen nummer 1-positie; in 21 weken kwam het op nummer 2. In de Verenigde Staten haalde het de 37e plaats in de Billboard Hot 100. De Nederlandse Top 40 benoemde Sugar baby love tot Alarmschijf.

### Hitnoteringen

#### Nederlandse Top 40
| Positie: | 11 | 4 | 1 | 1 | 1 | 1 | 1 | 1 | 1 | 2 | 5 | 9 | 14 | 23 | 39 | uit |

#### NederlandseSingle Top 100
| Hitnotering: 08-06-1974 t/m 07-09-1974 | Hitnotering: 08-06-1974 t/m 07-09-1974 | Hitnotering: 08-06-1974 t/m 07-09-1974 | Hitnotering: 08-06-1974 t/m 07-09-1974 | Hitnotering: 08-06-1974 t/m 07-09-1974 | Hitnotering: 08-06-1974 t/m 07-09-1974 | Hitnotering: 08-06-1974 t/m 07-09-1974 | Hitnotering: 08-06-1974 t/m 07-09-1974 | Hitnotering: 08-06-1974 t/m 07-09-1974 | Hitnotering: 08-06-1974 t/m 07-09-1974 | Hitnotering: 08-06-1974 t/m 07-09-1974 | Hitnotering: 08-06-1974 t/m 07-09-1974 | Hitnotering: 08-06-1974 t/m 07-09-1974 | Hitnotering: 08-06-1974 t/m 07-09-1974 | Hitnotering: 08-06-1974 t/m 07-09-1974 | Hitnotering: 08-06-1974 t/m 07-09-1974 |
| Week:                                  | 1                                      | 2                                      | 3                                      | 4                                      | 5                                      | 6                                      | 7                                      | 8                                      | 9                                      | 10                                     | 11                                     | 12                                     | 13                                     | 14                                     |                                        |
| -------------------------------------- | -------------------------------------- | -------------------------------------- | -------------------------------------- | -------------------------------------- | -------------------------------------- | -------------------------------------- | -------------------------------------- | -------------------------------------- | -------------------------------------- | -------------------------------------- | -------------------------------------- | -------------------------------------- | -------------------------------------- | -------------------------------------- | -------------------------------------- |
| Positie:                               | 14                                     | 5                                      | 3                                      | 2                                      | 1                                      | 1                                      | 1                                      | 1                                      | 1                                      | 1                                      | 2                                      | 5                                      | 12                                     | 22                                     | uit                                    |

#### VlaamseRadio 2 Top 30
| Hitnotering: (Week 1 t/m 14) 15-06-1974 t/m 14-09-1974 Hitnotering: (Week 15) 28-09-1974 | Hitnotering: (Week 1 t/m 14) 15-06-1974 t/m 14-09-1974 Hitnotering: (Week 15) 28-09-1974 | Hitnotering: (Week 1 t/m 14) 15-06-1974 t/m 14-09-1974 Hitnotering: (Week 15) 28-09-1974 | Hitnotering: (Week 1 t/m 14) 15-06-1974 t/m 14-09-1974 Hitnotering: (Week 15) 28-09-1974 | Hitnotering: (Week 1 t/m 14) 15-06-1974 t/m 14-09-1974 Hitnotering: (Week 15) 28-09-1974 | Hitnotering: (Week 1 t/m 14) 15-06-1974 t/m 14-09-1974 Hitnotering: (Week 15) 28-09-1974 | Hitnotering: (Week 1 t/m 14) 15-06-1974 t/m 14-09-1974 Hitnotering: (Week 15) 28-09-1974 | Hitnotering: (Week 1 t/m 14) 15-06-1974 t/m 14-09-1974 Hitnotering: (Week 15) 28-09-1974 | Hitnotering: (Week 1 t/m 14) 15-06-1974 t/m 14-09-1974 Hitnotering: (Week 15) 28-09-1974 | Hitnotering: (Week 1 t/m 14) 15-06-1974 t/m 14-09-1974 Hitnotering: (Week 15) 28-09-1974 | Hitnotering: (Week 1 t/m 14) 15-06-1974 t/m 14-09-1974 Hitnotering: (Week 15) 28-09-1974 | Hitnotering: (Week 1 t/m 14) 15-06-1974 t/m 14-09-1974 Hitnotering: (Week 15) 28-09-1974 | Hitnotering: (Week 1 t/m 14) 15-06-1974 t/m 14-09-1974 Hitnotering: (Week 15) 28-09-1974 | Hitnotering: (Week 1 t/m 14) 15-06-1974 t/m 14-09-1974 Hitnotering: (Week 15) 28-09-1974 | Hitnotering: (Week 1 t/m 14) 15-06-1974 t/m 14-09-1974 Hitnotering: (Week 15) 28-09-1974 | Hitnotering: (Week 1 t/m 14) 15-06-1974 t/m 14-09-1974 Hitnotering: (Week 15) 28-09-1974 | Hitnotering: (Week 1 t/m 14) 15-06-1974 t/m 14-09-1974 Hitnotering: (Week 15) 28-09-1974 | Hitnotering: (Week 1 t/m 14) 15-06-1974 t/m 14-09-1974 Hitnotering: (Week 15) 28-09-1974 |
| Week:                                                                                    | 1                                                                                        | 2                                                                                        | 3                                                                                        | 4                                                                                        | 5                                                                                        | 6                                                                                        | 7                                                                                        | 8                                                                                        | 9                                                                                        | 10                                                                                       | 11                                                                                       | 12                                                                                       | 13                                                                                       | 14                                                                                       |                                                                                          | 15                                                                                       |                                                                                          |
| ---------------------------------------------------------------------------------------- | ---------------------------------------------------------------------------------------- | ---------------------------------------------------------------------------------------- | ---------------------------------------------------------------------------------------- | ---------------------------------------------------------------------------------------- | ---------------------------------------------------------------------------------------- | ---------------------------------------------------------------------------------------- | ---------------------------------------------------------------------------------------- | ---------------------------------------------------------------------------------------- | ---------------------------------------------------------------------------------------- | ---------------------------------------------------------------------------------------- | ---------------------------------------------------------------------------------------- | ---------------------------------------------------------------------------------------- | ---------------------------------------------------------------------------------------- | ---------------------------------------------------------------------------------------- | ---------------------------------------------------------------------------------------- | ---------------------------------------------------------------------------------------- | ---------------------------------------------------------------------------------------- |
| Positie:                                                                                 | 14                                                                                       | 10                                                                                       | 4                                                                                        | 1                                                                                        | 1                                                                                        | 3                                                                                        | 1                                                                                        | 1                                                                                        | 1                                                                                        | 2                                                                                        | 5                                                                                        | 9                                                                                        | 10                                                                                       | 11                                                                                       | uit                                                                                      | 29                                                                                       | uit                                                                                      |

#### NPO Radio 2 Top 2000
| Nummer met noteringen in de NPO Radio 2 Top 2000 | '99  | '00  | '01  | '02  | '03  | '04  | '05  | '06  | '07  | '08  | '09  | '10  |
| ------------------------------------------------ | ---- | ---- | ---- | ---- | ---- | ---- | ---- | ---- | ---- | ---- | ---- | ---- |
| Sugar baby love                                  | 1321 | 1147 | 1039 | 1427 | 1468 | 1268 | 1338 | 1148 | 1441 | 1296 | 1516 | 1854 |

1. ↑  Een vetgedrukt getal geeft de hoogste notering aan.
2. ↑  Deze tabel is bijgewerkt tot en met de laatste editie (2024).

## Gordon
In 2008 verscheen Sugar baby love op het album A song for you van Gordon. Tevens verscheen het op single. In de Nederlandse Single Top 100 bereikte het nummer een dertiende plaats. In de Nederlandse Top 40 kwam het niet verder dan nummer twee in de Tipparade.

### Hitnotering

#### NederlandseSingle Top 100
| Hitnotering: 04-10-2008 t/m 01-11-2008 | Hitnotering: 04-10-2008 t/m 01-11-2008 | Hitnotering: 04-10-2008 t/m 01-11-2008 | Hitnotering: 04-10-2008 t/m 01-11-2008 | Hitnotering: 04-10-2008 t/m 01-11-2008 | Hitnotering: 04-10-2008 t/m 01-11-2008 | Hitnotering: 04-10-2008 t/m 01-11-2008 |
| Week:                                  | 1                                      | 2                                      | 3                                      | 4                                      | 5                                      |                                        |
| -------------------------------------- | -------------------------------------- | -------------------------------------- | -------------------------------------- | -------------------------------------- | -------------------------------------- | -------------------------------------- |
| Positie:                               | 23                                     | 13                                     | 25                                     | 37                                     | 40                                     | uit                                    |